# NofeL SC
Nofel Sporting Club (conhecido como NoFeL) (Bangla:নোফেল স্পোর্টিং ক্লাব) é um time de futebol de Bangladesh, baseado no distrito de Noakhalii. Atualmente é uma equipe da Bangladesh Premier League. O principal objetivo do clube é produzir alguns jogadores de futebol talentosos que possam servir a equipe nacional no futuro.

## Links externo
- NoFeL Sporting em Mycujoo
- NoFeL Sporting no BFF